# Triology
Triology ist ein international besetztes Streichtrio im Grenzgebiet von E- und U-Musik, bestehend aus den beiden Violinisten Daisy Jopling (* 1. März 1969 London, England) und Aleksey Igudesman (* St. Petersburg, Russland) und dem Cellisten Tristan Schulze (* 22. März 1964 Annaberg, Deutschland).
Die drei Musiker wohnten zufällig im selben Haus in Wien. Nach einem gemeinsamen Auftritt im Jazzclub Porgy & Bess 1995 begannen sie weiterhin zusammen aufzutreten. Zu ihrem Programm gehören Interpretationen von Filmmusik von Ennio Morricone und Tangos von Astor Piazzolla.

## Diskografie
- „Around the world in 77 Minutes“
- „That’s all Daisy Needs“ featuring Wolfgang Muthspiel
- „Who killed the Viola Player“
- „Triology plays Ennio Morricone“